# 에이브러햄 링컨의 피오리아 연설
에이브러햄 링컨의 피오리아 연설(영어: Abraham Lincoln's Peoria speech)은 1854년 10월 16일 일리노이주 피오리아에서 행해졌다. 노예 제도에 대한 구체적인 반대 주장이 담긴 이 연설은 에이브러햄 링컨의 정치적 부상에 중요한 발판이 되었다.
1854년 캔자스 네브래스카 법은 캔자스 준주와 네브래스카 준주를 형성하기 위해 만들어졌으며, 당시 상원 준주 위원회 위원장이었던 스티븐 A. 더글러스가 입안했다. 이 법은 정착민들이 자신들의 지역에서 노예 제도를 받아들일지 말지를 결정할 수 있도록 하는 내용을 포함했다. 링컨은 이를 북위 36도 30분 이북의 노예 제도를 불법화했던 1820년 미주리 타협의 폐지로 보았다.

## 역사
링컨은 1854년 9월과 10월에 걸쳐 더글러스에 대한 직접적인 반론으로 세 차례의 공개 연설에서 캔자스 네브래스카 법에 반대하는 주장을 펼쳐야 했다. 가장 포괄적인 연설은 10월 16일 일리노이주 피오리아에서 링컨이 행한 것이었다. 그날 저녁 피오리아 카운티 법원 잔디밭에서 세 시간 동안 진행된 연설은 링컨 자신이 나중에 옮겨 적은 것으로, 노예 제도에 반대하는 철저한 도덕적, 법적, 경제적, 역사적(미국 건국의 아버지를 인용하며) 주장을 제시했으며, 링컨의 정치적 미래를 위한 발판을 마련했다.
호러스 화이트는 시카고 이브닝 저널의 도시 편집장으로 일하던 젊은 언론인이었을 때 링컨을 처음 보았다.
10월 초 따뜻한 날이었고, 링컨 씨는 셔츠 소매를 걷어붙인 채 연단에 올랐습니다. 나는 그가 어색하긴 했지만, 전혀 당황하지 않았다는 것을 알았습니다. 그는 느리고 망설이는 듯한 태도로 시작했지만, 언어, 날짜, 사실에 있어서 어떤 실수도 없었습니다. 그는 주제를 완전히 숙지하고 있었고, 자신이 말할 내용을 알고 있었으며, 자신이 옳다는 것을 알고 있음이 분명했습니다. — 호러스 화이트

화이트는 연설자들을 다음과 같이 묘사했다.
정해진 시간에 더글러스와 링컨은 홀에 들어섰고, 전자는 앞줄 벤치에 앉았고 후자는 연단으로 나아갔다. 두 사람은 외모에서 큰 대조를 보였는데, 링컨은 키가 6피트 3인치로 마르고, 각지고, 뼈가 앙상하며, 가죽 같은 안색에 단정치 못했고, 몸에 걸친 옷은 막 떨어진 것처럼 보였고 언제든 떨어질 수 있을 것 같았다. 더글러스는 거의 난쟁이 수준으로 키가 5피트 4인치에 불과했지만, 둥글고 뚱뚱하며, 매끈한 얼굴에 불그스레한 안색과 사자 갈기 같은 머리칼을 가지고 있었고, 흠잡을 데 없이 잘 맞는 옷을 입고 있었다. — 호러스 화이트

화이트는 링컨의 연설 스타일을 다채로운 용어로 묘사했다.
그의 주제를 따라 진행하면서 그의 말은 점점 빨라지고 그의 얼굴은 천재적인 빛으로 밝아지며 그의 몸은 생각과 일치하여 움직이기 시작했다. 그의 제스처는 팔보다는 몸과 머리로 이루어졌다... 그의 연설은 마음에서 우러나온 것이기에 마음을 울렸다. 나는 어떤 사람의 의견도 바꾸지 않고 우레와 같은 박수갈채를 유발할 수 있는 유명한 연설가들의 말을 들었다. 링컨 씨의 웅변은 화자 자신의 신념 때문에 다른 사람들에게 확신을 불러일으키는 더 높은 유형이었다. 그의 청중은 그가 말하는 모든 단어를 믿고 있으며, 마르틴 루터처럼 그가 단 한 치의 양보도 하지 않기 위해 화형당할 수도 있다고 느꼈다. 이런 변모된 순간에 그는 어린 시절 주일학교에서 배운 고대 히브리 선지자의 전형이었다. — 호러스 화이트

링컨의 연설은 여러 면에서 그가 곧 시작할 정치적 미래를 예고했다.
조금씩, 그러나 인간이 무덤으로 행진하는 것처럼 꾸준히, 우리는 낡은 것을 새로운 신념으로 대체해 왔다. 약 80년 전 우리는 모든 인간은 평등하게 창조되었다고 선언하며 시작했지만, 이제 그 시작점에서 우리는 일부 인간이 다른 인간을 노예로 삼는 것이 '신성한 자치권'이라는 다른 선언으로 전락했다. 이 원칙들은 함께 설 수 없다. 그것들은 하느님과 맘몬처럼 서로 반대되며, 한쪽을 고수하는 자는 다른 쪽을 경멸해야 한다. — 에이브러햄 링컨

## 같이 보기
- 노예 제도에 대한 에이브러햄 링컨의 견해

## 추가 자료
- 레르만, 루이스 E., Lincoln at Peoria: The Turning Point, Mechanicsburg, Pennsylvania: Stackpole Books, 2008.
- 윌슨, 더글러스 L., "Lincoln's Rhetoric," Journal of the Abraham Lincoln Association, 34 (Winter 2013), 1–17.

### 1차 자료
- Lincoln, 에이브러햄, 1809–1865. “피오리아, 일리노이 연설”. 《Collected Works of Abraham Lincoln. Volume 2》. 미시간 대학교 디지털 도서관. 248–283쪽. 2012년 11월 27일에 확인함.